# Илисавский, Василий Иванович
Василий Иванович Илисавский (19.01.1895, Тетюши, Российская империя  — 13.01.1969, Йошкар-Ола), артист, режиссёр.
Окончил театральную студию в Самаре, 1920, актёр политотдела 5-й армии, театров Поволжья и Урала, с 1937 в Йошкар-Оле.
Актёр и режиссёр русской труппы, одновременно с 1945 — гл.режиссёр и директор театра кукол; значительная роль в становлении коллектива. Один из организаторов создания Марийского отделения СТД (бывшее ВТО), 1942, его председатель.
Почётные грамоты ПВС МАССР, 1945, 1949.
Сын: известный российский физик Юрий Васильевич Илисавский.
Внук: российский музыкант Василий Илисавский.